# David Stenfert Kroese
David Stenfert Kroese (Rotterdam, 19 december 1920 - Oostkapelle, 9 maart 1945) was soldaat bij de Prinses Irene Brigade en sneuvelde bij de bevrijding van Nederland in 1945.
Stenfert Kroese reed op 9 maart met twee man van de 1ste gevechtsgroep op één motorfiets van Domburg naar Oostkapelle. Ze gingen over een pad waar antitankmijnen lagen. Die doen geen kwaad als er een lichte voetganger over loopt, maar deze zwaarbeladen motorfiets bracht een van de bommen tot ontploffing. De andere twee mannen waren Theo Burger (1923) en Rudolf Vermeulen (1915), alle drie waren op slag dood. Stenfert Kroese en Vermeulen liggen begraven op het Militair ereveld Grebbeberg bij Rhenen, Burger op de Nieuwe Oosterbegraafplaats in Amsterdam.